# Rusalka

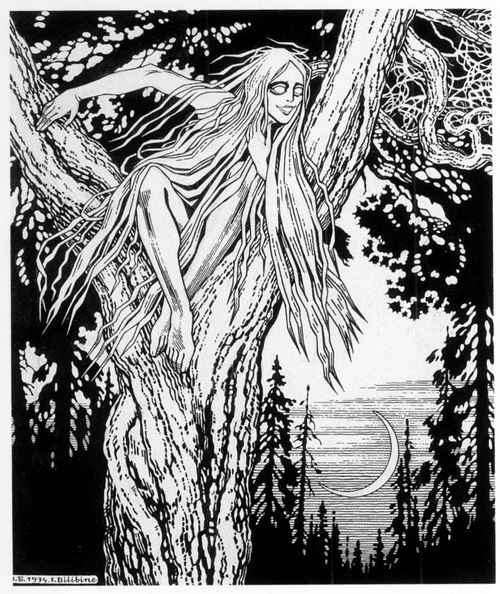
Rusalka, por Ivan Bilibin, 1934.

Dentro de la mitología eslava, una rusalka (plural ruso: rusalki) era un fantasma, ninfa del agua, súcubo o demonio que vivía en ríos y lagos. 
De acuerdo con las tradiciones rusas, bielorrusas y ucranianas, una rusalka era una especie de sirena que vivía en el fondo de los ríos. A medianoche, acostumbraban a salir y bailar en los prados. Si veían a un hombre hermoso, le hechizaban con canciones y bailes, y entonces le conducían al fondo del río, apresándole hasta que se ahogaba. Las historias acerca de las rusalki tienen paralelismos con la Nix griega y la Banshee irlandesa.

## Origen
En algunas ocasiones se dice que la rusalka es un ser muerto, asociado con la "fuerza oscura". De acuerdo con Zelenin, las mujeres jóvenes que han muerto violentamente y antes de tiempo, así como aquellas mujeres que se han suicidado ahogándose porque su novio rompió con ellas, o aquellas que se suicidaron al quedar embarazadas fuera del matrimonio, deben pasar el tiempo asignado de vida como estos espíritus en la tierra. 
Existe otra versión que sostiene que una rusalka es el alma de una mujer joven que ha sido asesinada cerca de un río o un lago, y embruja dicho lugar. No es necesariamente mala, y le será permitido descansar en paz si su muerte es vengada.
También se decía en algunas zonas que eran espíritus de niños que no habían sido bautizados, por lo general aquellos que nacieron fuera del matrimonio y que son abandonados por sus madres. Estos seres vagan por el bosque y piden ser bautizados para poder tener paz. No son necesariamente seres inocentes, e incluso podrían atacar a un ser humano.

## Descripción
Debido a que el lugar al que pertenece es el río en que murió, la rusalka puede salir de él y trepar a un árbol, donde se sienta y canta, puede ir hasta un embarcadero y sentarse a cepillar su cabello, o unirse a otras y bailar en corros en el campo. 
En algunas ocasiones se dice que los ojos de una rusalka brillan como fuego verde, en otras se dice que ellas son extremadamente pálidas, sin pupilas visibles, como en el famoso dibujo de Iván Bilibin. Su cabello es descrito como de color verdoso, y siempre húmedo. Según algunas leyendas, si se secase su cabello, la rusalka moriría. 
A las rusalki les gusta seducir a los hombres. Los seducen con su canto y después los ahogan. Los hombres que son seducidos pueden morir en sus brazos, y se dice que oír su risa, también puede provocar la muerte.
Gráciles hechiceras de ríos, arroyos y estanques, las rusalki rusas tenían fama de asesinas de hombres, atrayendo a sus víctimas hacia una muerte líquida. No obstante, algunas rusalki amaban a los mortales y una incluso abandonó su lago para casarse con un príncipe. La única condición para la unión era que la rusalca permanecería entre los humanos mientras él le fuera fiel. Ante una infidelidad, la rusalka volvía a su hogar y un simple abrazo significaría la muerte.

## Semana de la rusalka
Se creía que las "rusalki" eran más peligrosas durante la Semana de las Rusalkas a principios de junio. Durante esta época se creía que abandonaban la profundidad de las aguas para columpiarse en las ramas de los abedules y de los sauces por las noches. Nadar en esta semana estaba estrictamente prohibido por temor a que las sirenas arrastrasen al nadador hasta el fondo del río.
Max Vasmer subraya que la misma palabra rusalka hacía referencia a los bailes tradicionales de las jóvenes durante Pentecostés. La palabra proviene del griego ῥουσάλια, o sea, "rosalia", que es el término en latín para denominar la semana de Pentecostés (que significaba en sus orígenes "el festival de las rosas").

## Música y literatura

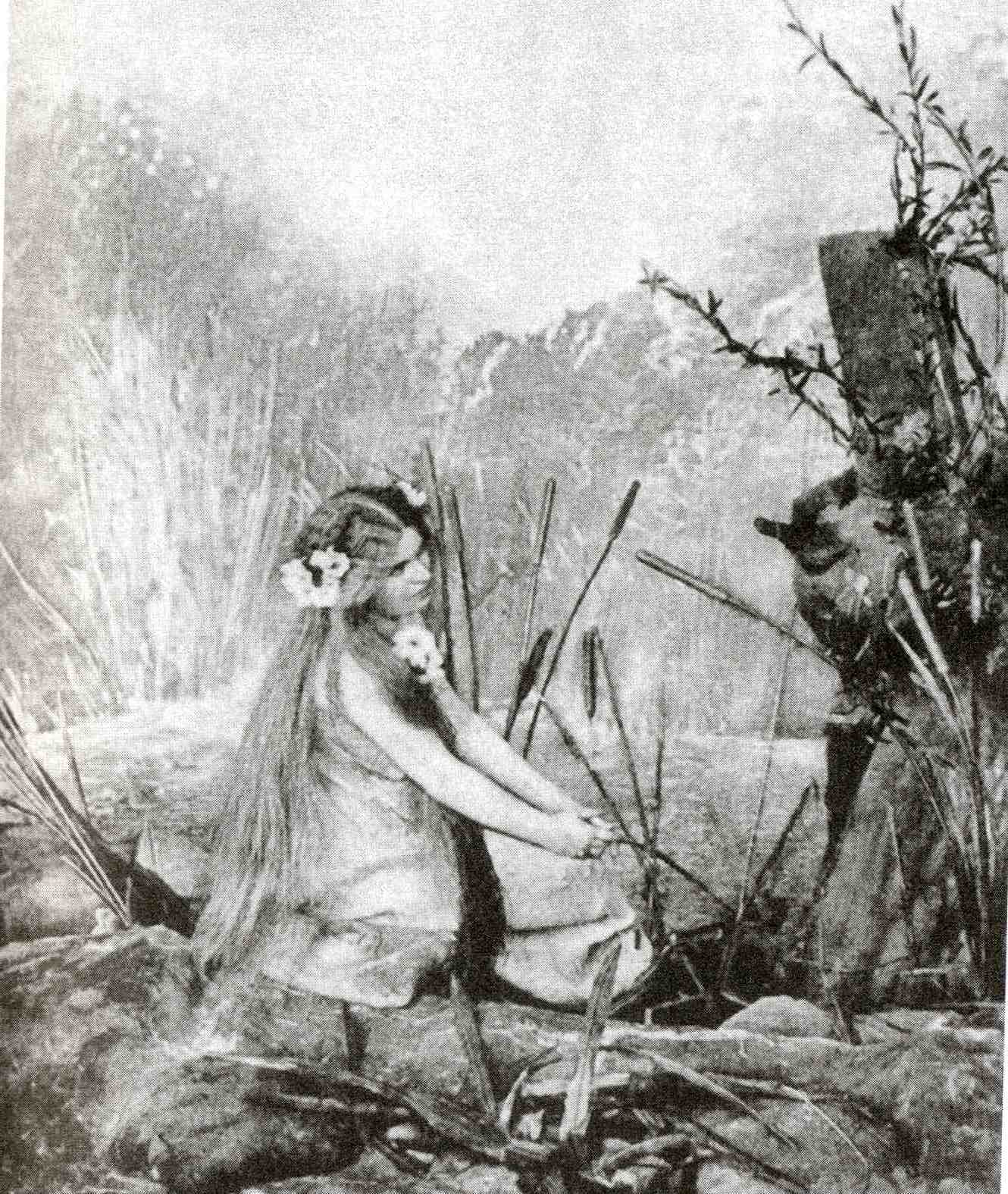
Una rusalka en el rio

Las leyendas populares sobre las rusalki dieron origen al poema dramático inacabado de Aleksandr Pushkin, elogiado por Nabokov como una de sus obras más ingeniosas, y al cuento largo de Gógol Noche de mayo o la ahogada. Estas dos obras inspiraron la ópera Rusalka de Dargomyzhski y la ópera de Rimski-Kórsakov Noche de mayo, respectivamente. La rusalka es también el personaje principal de la ópera de Antonín Dvořák, Rusalka. 
También es el nombre de la novela de ciencia ficción Cuentos rusos de C. J. Cherryh.
Una de las novelas de Guy Gavriel Kay, Tigana, incluye un personaje basado en este mito, al que llama riselka.
En Las mil y una noches (Edición ZER) la quinta noche de Sahrazad con el Rey Sahriyar transcurre con un cuento conocido como "El príncipe y la rusalka": en esta historia, la entidad adopta la apariencia de una joven perdida y engaña al príncipe para que este pueda ser devorado.

## En la cultura popular
En el videojuego Quest for Glory: Shadows of Darkness (1993), un protagonista de clase Paladín puede ayudar a una Rusalka llamada Elyssa a descansar en paz si se elimina a su asesino, Janos, quien la ahogó en un lago.
También aparecen en el videojuego Tales of Symphonia: Dawn of the New World como enemigos comunes e incluso se pueden hacer pactos con ellas.
Al mismo tiempo, en el videojuego Castlevania Order Of Ecclesia para NDS, existe un escenario que es un lago llamado Somnus Reef (Arrecife de Somnus) en el que el jefe es una Rusalka.
En el videojuego Devil May Cry 4, el jefe de la misión 4 es un demonio con forma de sapo llamado Bael que tiene 2 antenas en las cuales en la punta hay dos demonios con forma de mujer llamados Rusalkas.
En el videojuego Call of Duty: Black ops, el barco que contiene la emisora de números y principal emisor de instrucciones para llevar a cabo el proyecto Nova, se llama Rusalka.
En el videojuego Bravely Default, aparece como jefe en el templo de agua.
En la novela Konets, de César Pérez Gellida, uno de los personajes principales, Erika Lopategui, adopta el sobrenombre de Rusalka al proceder como benefactora secreta de Olek Opieczonek.
Se especula que en el anime Beyblade, la mujer que aparece cuando Tala Valkov invoca su ataque especial Novae Roug, es una rusalka.
En el videojuego Axiom Verge, una de las facciones principales, y aliados del protagonista Trace, son conocidas como "Rusalki", y son máquinas de guerra conscientes que adoptan identidades femeninas. Además la Rusalka con la que más interacciona el protagonista, Elsenova, en la versión original usa un dialecto roto del inglés que omite ciertos artículos, similar al estereotipo que personas de nacionalidad eslava hablan este idioma.